# Octavio Lepage
Octavio Lepage Barreto (Santa Rosa, Estado Anzoátegui, 24 de noviembre de 1923-Caracas, 6 de enero de 2017) fue un abogado y político venezolano, dirigente y miembro fundador de Acción Democrática.
Fue ministro del Interior durante el primer gobierno de Carlos Andrés Pérez y el de Jaime Lusinchi. Fue nombrado por el Congreso Presidente interino de la República por un corto tiempo entre el 21 de mayo y el 5 de junio de 1993, tras la destitución de su antecesor y compañero de partido Carlos Andrés Pérez, quien se vio obligado a abandonar el cargo. Después le sucedió Ramón J. Velásquez.

## Primeros años
Lepage fue miembro del movimiento juvenil[cita requerida] del partido Acción Democrática (AD) en la Universidad Central de Venezuela, siendo designado en 1945 como secretario en el comité de AD en la ciudad de Caracas.
En 1947 se graduó con un título de derecho[cita requerida] y en 1948 fue elegido como diputado por el estado Estado Anzoátegui en el Congreso Nacional. En noviembre de ese año fue elegido como secretario general de Acción Democrática, pero el derrocamiento del presidente Rómulo Gallegos le impide tomar el cargo.[cita requerida]
Fue el primer secretario general del partido que operaba clandestinamente desde enero hasta septiembre de 1949, cuando fue sucedido por Leonardo Ruiz Pineda. Lepage también fue parte del secretariado de organización del partido.

## Detención y exilio
En julio de 1950 fue detenido por la Dirección de Seguridad Nacional y encarcelado en San Juan de los Morros. Tras ser liberado en julio de 1954, fue expulsado del país, operando en el exilio como miembro del comité de coordinación de extranjeros.

## Carrera política

### Diputado
Tras su retorno del exilio, Lepage se convirtió en diputado por el estado Anzoátegui al Congreso Nacional en 1959. En 1964 se convierte en Embajador de Venezuela en Bélgica. Trabajó allí hasta 1965, cuando regresa a Venezuela para convertirse en secretario general de Acción Democrática.[cita requerida]

### Senador y ministro de Interior
En las elecciones de 1973 se convirtió en senador por el estado Miranda[cita requerida] y en 1975 el presidente Carlos Andrés Pérez lo nombró ministro del Interior. En 1976 lidió con el secuestro de William Niehous y el escándalo del asesinato del dirigente Jorge Antonio Rodríguez a manos de la DISIP, de la cual estaba a cargo, donde se había anunciando inicialmente su muerte por causas naturales. Lepage posteriormente vio la renuncia de Arístides Lander Flores, director de la DISIP y presentó al Congreso el informe del asesinato por parte de cuatro implicados, momento en que también acusó a los congresistas Fortunato Herrera (independiente) y Salom Mesa (MEP) de estar implicados en el secuestro, pidiendo el allanamiento de su inmunidad parlamentaria.
Volvió a ocupar el cargo durante la administración del presidente Jaime Lusinchi (1984-1989).

### Precandidatura presidencial de 1988
De cara a las elecciones generales de 1988, Lepage optó por la nominación presidencial de su partido, pero a pesar del apoyo del presidente Lusinchi, fue elegido en la elección primaria Carlos Andrés Pérez.

## Presidente interino de Venezuela
El 21 de mayo de 1993 la Corte Suprema suspende por actos de corrupción a Carlos Andrés Pérez como Presidente de la República, y Lepage, en su condición de Presidente del Congreso, asume la Presidencia de la República de forma interina hasta el 5 de junio de ese mismo año, cuando el Congreso elige al escritor y periodista Ramón J. Velásquez para completar el período constitucional de Pérez.

## Vida posterior y muerte
En sus últimos años posteriores Lepage se retira de la vida pública y se dedica principalmente a escribir artículos de opinión para la prensa o mediante correos electrónicos, además de libros. Fallece el 6 de enero de 2017 a los 93 años de edad, luego de una serie de complicaciones que lo mantuvieron hospitalizado por casi un mes en una clínica de Caracas. Sus restos fueron velados en capilla ardiente el domingo 8 de enero en el Salón Protocolar del Palacio Federal Legislativo.